# Karl Borinski
Karl Borinski, född den 11 juni 1861 i Kattowitz i Schlesien, död den 13 januari 1922 i München, var en tysk litteraturhistoriker.
Borinski var docent i tysk litteratur vid universitetet i München. Bland hans många vetenskapliga arbeten och handböcker på olika områden inom den litteraturhistoriska disciplinen märks Poetik der Renaissance in Deutschland (1886), Baltasar Gracian und der Hofliteratur in Deutschland (1894), Deutsche Poetik (1895; 2:a upplagan 1897, i Göschens samling), Über poetische Vision und Imagination (1897), Deutsches Theater (1899), Lessing (1900; i samlingen "Geisteshelden"), Die Antike in Poetik und Kunsttheorie (2 delar, 1914-24, del 2 postumt utgiven av Richard Newald) samt framställningar av fonetikens grunddrag och den tyska litteraturens historia.